# PEC in het seizoen 1967/68
Het seizoen 1967/1968 was het 57e jaar in het bestaan van de Zwolse voetbalclub PEC. De club kwam uit in de Tweede divisie en eindigde daarin op de 14e plaats. Ook werd deelgenomen aan het toernooi om de KNVB beker, hierin werd de club in de groepsfase uitgeschakeld.

## Wedstrijdstatistieken

### Oefenwedstrijden
| Datum + plaats      | Wedstrijd     | Uitslag       | Scoreverloop                                                       |
| ------------------- | ------------- | ------------- | ------------------------------------------------------------------ |
| 29 juli 1967 Zwolle | PEC – Cambuur | 1 – 2 (1 – 2) | 9' Dirk Roelfsema 0–1, 13' Hennie Hendriksen 0–2, Jan Fiechter 1–2 |

### Tweede divisie
| 1e speelronde                                             | PEC                                                                               | 3 – 2 (0 – 0) | Limburgia                                 |
| 13 augustus 1967 Plaats: Zwolle De Vrolijkheid            | Cees Kick 52' (pen.) Ben Hendriks 54', 61'                                        |               | 65' Piet Hermans 68' Ferdi Schreven       |
| 2e speelronde                                             | Hermes DVS                                                                        | 1 – 0 (1 – 0) | PEC                                       |
| 20 augustus 1967 Plaats: Schiedam Harga                   | Wim Klein 18'                                                                     |               |                                           |
| 3e speelronde                                             | AGOVV                                                                             | 0 – 3 (0 – 0) | PEC                                       |
| 27 augustus 1967 Plaats: Apeldoorn Berg & Bos             |                                                                                   |               | 50' Leo Kuhnen 54', 75' Ben Hendriks      |
| 4e speelronde                                             | PEC                                                                               | 2 – 1 (1 – 1) | Fortuna                                   |
| 3 september 1967 Plaats: Zwolle De Vrolijkheid            | Benny Carelsz 14' Leo Kuhnen 57'                                                  |               | 28' Jan Baksteen                          |
| 5e speelronde                                             | Excelsior                                                                         | 0 – 1 (0 – 0) | PEC                                       |
| 10 september 1967 Plaats: Rotterdam Woudestein            |                                                                                   |               | 54' Wim van der Heide                     |
| 6e speelronde                                             | PEC                                                                               | 4 – 1 (1 – 0) | SC Drente                                 |
| 17 september 1967 Plaats: Zwolle De Vrolijkheid           | Cees Kick 41' Ben Hendriks 52' Benny Carelsz 59' Wim van der Heide 62'            |               | Tonny Roosken                             |
| 7e speelronde                                             | De Graafschap                                                                     | 2 – 2 (1 – 1) | PEC                                       |
| 24 september 1967 Plaats: Doetinchem De Vijverberg        | Joop Hartjes 11' Franz Möllers 46'                                                |               | 4' Cees Kick 85' Leo Kuhnen               |
| 8e speelronde                                             | PEC                                                                               | 1 – 2 (0 – 1) | Veendam                                   |
| 1 oktober 1967 Plaats: Zwolle De Vrolijkheid              | Puck van der Horst 85'                                                            |               | 35' Henk Nienhuis 75' Hans Ooft           |
| 9e speelronde                                             | Hilversum                                                                         | 4 – 1 (2 – 0) | PEC                                       |
| 8 oktober 1967 Plaats: Hilversum Gemeentelijk Sportpark   | Hans Vlietman 30' Evert van Ginkel –', –' Hans van Eikeren                        |               | 86' Ben Hendriks                          |
| 10e speelronde                                            | PEC                                                                               | 5 – 0 (3 – 0) | Roda JC                                   |
| 15 oktober 1967 Plaats: Zwolle De Vrolijkheid             | Benny Carelsz 10', 35' Puck van der Horst 14' Cees Kick 49' (pen.), 60' (pen.)    |               |                                           |
| 11e speelronde                                            | NOAD                                                                              | 5 – 1 (2 – 0) | PEC                                       |
| 22 oktober 1967 Plaats: Tilburg Gemeentelijk Sportpark    | Bart Stovers –', –' Ad Brekelmans –', 52', –'                                     |               | 59' Ben Hendriks                          |
| 12e speelronde                                            | PEC                                                                               | 1 – 1 (0 – 0) | Zwolsche Boys                             |
| 29 oktober 1967 Plaats: Zwolle De Vrolijkheid             | Bart Severijnse 77'                                                               |               | 83' (e.d.) Bart Severijnse                |
| 13e speelronde                                            | PEC                                                                               | 4 – 2 (0 – 1) | ZFC                                       |
| 12 november 1967 Plaats: Zwolle De Vrolijkheid            | Benny Carelsz 51', 67' Cees Kick 63' (pen.) Leo Kuhnen 83'                        |               | 38' Piet Buis 75' Map Marijt              |
| 14e speelronde                                            | Helmond Sport                                                                     | 1 – 0 (1 – 0) | PEC                                       |
| 19 november 1967 Plaats: Helmond De Braak                 | Jan van Veghel 35'                                                                |               |                                           |
| 15e speelronde                                            | PEC                                                                               | 1 – 3 (1 – 1) | Wageningen                                |
| 26 november 1967 Plaats: Zwolle De Vrolijkheid            | Wim van der Heide 23'                                                             |               | 26', 57' Marcel Broecks 59' Henny Roelofs |
| 16e speelronde                                            | Baronie                                                                           | 0 – 0         | PEC                                       |
| 3 december 1967 Plaats: Breda De Blauwe Kei               |                                                                                   |               |                                           |
| 17e speelronde                                            | PEC                                                                               | 1 – 0 (1 – 0) | Heerenveen                                |
| 17 december 1967 Plaats: Zwolle De Vrolijkheid            | Benny Carelsz 29'                                                                 |               |                                           |
| 18e speelronde                                            | SC Gooiland                                                                       | 1 – 1 (0 – 0) | PEC                                       |
| 24 december 1967 Plaats: Hilversum Gemeentelijk Sportpark | Piet Boogaard 66'                                                                 |               | 79' Benny Carelsz                         |
| 19e speelronde                                            | EDO                                                                               | 2 – 2 (1 – 2) | PEC                                       |
| 26 december 1967 Plaats: Haarlem Noordersportpark         | Rob Bosdijk Chris Hendriks 53'                                                    |               | 3' (e.d.) Witkamp 15' Jan Fiechter        |
| 20e speelronde                                            | Limburgia                                                                         | 5 – 0 (2 – 0) | PEC                                       |
| 7 januari 1968 Plaats: Brunssum Venweg                    | Bert Isenborghs 10' Gène Gerards 15' Willy Coolen 60', 75', 86'                   |               |                                           |
| 21e speelronde                                            | PEC                                                                               | 5 – 3 (1 – 0) | Hermes DVS                                |
| 21 januari 1968 Plaats: Zwolle De Vrolijkheid             | Anton Vučkov 37', 80' Harrie Lammers 49' Benny Carelsz 52' Puck van der Horst 84' |               | 57', 77', 88' Cees van Kooten             |
| 22e speelronde                                            | PEC                                                                               | 2 – 1 (2 – 0) | AGOVV                                     |
| 28 januari 1968 Plaats: Zwolle De Vrolijkheid             | Theo Kok 16' Anton Vučkov 28'                                                     |               | 80' Aad van der Voort                     |
| 23e speelronde                                            | Fortuna                                                                           | 3 – 0 (2 – 0) | PEC                                       |
| 4 februari 1968 Plaats: Vlaardingen Floreslaan            | Maarten van der Zwan 25' Jan Bouman 35', 70'                                      |               |                                           |
| 24e speelronde                                            | PEC                                                                               | 2 – 2 (1 – 2) | excelsior                                 |
| 11 februari 1968 Plaats: Zwolle De Vrolijkheid            | Benny Carelsz 7' Anton Vučkov 51'                                                 |               | 24' Hans Bassant 26' (e.d.) John Abma     |
| 25e speelronde                                            | SC Drente                                                                         | 1 – 1 (0 – 1) | PEC                                       |
| 18 februari 1968 Plaats: Klazienaveen Mr. Ovingstraat     | Gerrie de Jonge 59'                                                               |               | 12' Anton Vučkov                          |
| 26e speelronde                                            | PEC                                                                               | 0 – 2 (0 – 0) | De Graafschap                             |
| 3 maart 1968 Plaats: Zwolle De Vrolijkheid                |                                                                                   |               | 50' Fred Jaski Franz Möllers              |
| 27e speelronde                                            | Veendam                                                                           | 3 – 1 (1 – 1) | PEC                                       |
| 17 maart 1968 Plaats: Veendam De Langeleegte              | Jetze Pascal 43', 63' Rikkert La Crois 53'                                        |               | 6' Benny Carelsz                          |
| 28e speelronde                                            | PEC                                                                               | 3 – 3 (0 – 2) | Hilversum                                 |
| 31 maart 1968 Plaats: Zwolle De Vrolijkheid               | Anton Vučkov 47', 49', 55'                                                        |               | Hans Vlietman Wijnands Eddy Westbroek     |
| 29e speelronde                                            | Heerenveen                                                                        | 2 – 0 (1 – 0) | PEC                                       |
| 7 april 1968 Plaats: Heerenveen Gemeentelijk Sportpark    | Roel Huitema 25' Bart Severijnse 70' (e.d.)                                       |               |                                           |
| 30e speelronde                                            | Roda JC                                                                           | 4 – 1 (2 – 0) | PEC                                       |
| 15 april 1968 Plaats: Kerkrade Kaalheide                  | Gerrit Schuurman 5' (e.d.) Horst Gnielka 28', 57' Walter Kousen 78'               |               | 55' Peter Hamming                         |
| 31e speelronde                                            | PEC                                                                               | 0 – 3 (0 – 2) | NOAD                                      |
| 21 april 1968 Plaats: Zwolle De Vrolijkheid               |                                                                                   |               | Ad Brekelmans 27', –' Cas Janssens        |
| 32e speelronde                                            | Zwolsche Boys                                                                     | 0 – 2 (0 – 0) | PEC                                       |
| 5 mei 1968 Plaats: Zwolle Gemeentelijk Sportpark          |                                                                                   |               | 88' Menno Dekker 90' Cees Kick            |
| 33e speelronde                                            | PEC                                                                               | 0 – 1 (0 – 0) | EDO                                       |
| 12 mei 1968 Plaats: Zwolle De Vrolijkheid                 |                                                                                   |               | Rob Bosdijk                               |
| 34e speelronde                                            | ZFC                                                                               | 2 – 1 (2 – 1) | PEC                                       |
| 19 mei 1968 Plaats: Zaandam Westzanerdijk                 | Atie van de Walle 20' Gerrit Zwarthoed 28'                                        |               | 3' Anton Vučkov                           |
| 35e speelronde                                            | PEC                                                                               | 1 – 3 (1 – 1) | SC Gooiland                               |
| 23 mei 1968 Plaats: Zwolle De Vrolijkheid                 | Anton Vučkov 27'                                                                  |               | 44' Huub Lenz Wim Riechelman Tonny Adam   |
| 36e speelronde                                            | PEC                                                                               | 0 – 0         | Helmond Sport                             |
| 26 mei 1968 Plaats: Zwolle De Vrolijkheid                 |                                                                                   |               |                                           |
| 37e speelronde                                            | wageningen                                                                        | 2 – 2 (2 – 0) | PEC                                       |
| 3 juni 1968 Plaats: Wageningen Wageningse Berg            | Marcel Broecks 19', 30'                                                           |               | 50' Anton Vučkov 62' Ben Hendriks         |
| 38e speelronde                                            | PEC                                                                               | 3 – 0 (2 – 0) | Baronie                                   |
| 9 juni 1968 Plaats: Zwolle De Vrolijkheid                 | Ben Hendriks 20' Menno Dekker 23' Anton Vučkov 76'                                |               |                                           |

### KNVB beker
| Groepsfase                                     | PEC                                                | 2 – 1 (1 – 1) | Zwolsche Boys     |
| 31 december 1967 Plaats: Zwolle De Vrolijkheid | Wim van der Gaag 6', 69'                           |               | 37' Folly van Dam |
| Groepsfase                                     | AGOVV                                              | 1 – 1 (0 – 1) | PEC               |
| 25 februari 1968 Plaats: Apeldoorn Berg & Bos  | Johan Donderwinkel 47'                             |               | 42' Anton Vučkov  |
| Groepsfase                                     | Go Ahead                                           | 3 – 0 (1 – 0) | PEC               |
| 24 maart 1968 Plaats: Deventer Vetkampstraat   | Koos Knoef 40' Gerrit Niehaus 64' Jan Veenstra 89' |               |                   |

## Selectie en technische staf

### Selectie 1967/68
| Nr.           | Nat.                             | Naam               | Competitie | Competitie | Beker      | Beker      | Totaal     | Totaal     | Seizoen    | Vorige club         | Debuut     |            |            |            |
| Nr.           | Nat.                             | Naam               | W          |            | W          |            | W          |            | Seizoen    | Vorige club         | Debuut     |            |            |            |
| Doelmannen    | Doelmannen                       | Doelmannen         | Doelmannen | Doelmannen | Doelmannen | Doelmannen | Doelmannen | Doelmannen | Doelmannen | Doelmannen          | Doelmannen | Doelmannen | Doelmannen | Doelmannen |
| ------------- | -------------------------------- | ------------------ | ---------- | ---------- | ---------- | ---------- | ---------- | ---------- | ---------- | ------------------- | ---------- | ---------- | ---------- | ---------- |
| -             | Vlag van Nederland               | Henk Nijland       | –          | 0          | –          | 0          | –          | 0          | 6e         | ZAC                 | –          |            |            |            |
| -             | Vlag van Nederland               | Henk Schakelaar    | –          | 0          | –          | 0          | –          | 0          | –          | Onbekend            | –          |            |            |            |
| Verdedigers   |                                  |                    |            |            |            |            |            |            |            |                     |            |            |            |            |
| -             | Vlag van Nederland               | Gerrit Brugmans    | –          | 0          | –          | 0          | –          | 0          | 3e         | Heracles            | –          |            |            |            |
| -             | Vlag van Nederland               | Goudbeek           | –          | 0          | –          | 0          | –          | 0          | 1e         | Zwolsche Boys       | –          |            |            |            |
| -             | Vlag van Nederland               | Peter Hamming      | –          | 1          | –          | 0          | –          | 1          | –          | Onbekend            | –          |            |            |            |
| -             | Vlag van Nederland               | Puck van der Horst | –          | 3          | –          | 0          | –          | 3          | 3e         | Vitesse             | –          |            |            |            |
| -             | Vlag van Nederland               | Leo Kuhnen         | –          | 4          | –          | 0          | –          | 4          | 1e         | DOS                 | –          |            |            |            |
| -             | Vlag van Nederland               | Ab Langevoort      | –          | 0          | –          | 0          | –          | 0          | 1e         | Go Ahead Eagles     | –          |            |            |            |
| -             | Vlag van Nederland               | Bart Severijnse    | –          | 1          | –          | 0          | –          | 1          | 2e         | De Volewijckers     | –          |            |            |            |
| -             | Vlag van Nederland               | Ben Spanhaak       | –          | 0          | –          | 0          | –          | 0          | 2e         | Jeugd               | –          |            |            |            |
| Middenvelders |                                  |                    |            |            |            |            |            |            |            |                     |            |            |            |            |
| -             | Vlag van Nederland               | Benny Carelsz      | –          | 11         | –          | 0          | –          | 11         | 2e         | Onbekend            | –          |            |            |            |
| -             | Vlag van Nederland               | Menno Dekker       | –          | 2          | –          | 0          | –          | 2          | 1e         | Onbekend            | –          |            |            |            |
| -             | Vlag van Nederland               | Folly van Dam      | –          | 0          | –          | 0          | –          | 0          | 1e         | Zwolsche Boys       | –          |            |            |            |
| -             | Vlag van Nederland               | Ben Hendriks       | –          | 9          | –          | 0          | –          | 9          | 4e         | Zwolsche Boys       | –          |            |            |            |
| -             | Vlag van Nederland               | Harrie Lammers     | –          | 1          | –          | 0          | –          | 1          | 1e         | Go Ahead Eagles     | –          |            |            |            |
| -             | Vlag van Nederland               | Jan van Rooijen    | –          | 0          | –          | 0          | –          | 0          | 6e         | De Noormannen (ama) | –          |            |            |            |
| Aanvallers    |                                  |                    |            |            |            |            |            |            |            |                     |            |            |            |            |
| -             | Vlag van Nederland               | John Abma          | –          | 0          | –          | 0          | –          | 0          | –          | KHC (ama)           | –          |            |            |            |
| -             | Vlag van Nederland               | Jan Fiechter       | –          | 1          | –          | 0          | –          | 1          | 1e         | AGOVV               | –          |            |            |            |
| -             | Vlag van Nederland               | Wim van der Gaag   | –          | 0          | –          | 2          | –          | 2          | –          | Onbekend            | –          |            |            |            |
| -             | Vlag van Nederland               | Wim van der Heide  | –          | 3          | 0          | 0          | –          | 3          | 3e         | Heracles            | –          |            |            |            |
| -             | Vlag van Nederland               | Cees Kick          | –          | 7          | –          | 0          | –          | 7          | 5e         | De Volewijckers     | –          |            |            |            |
| -             | Vlag van Nederland               | Theo Kok           | –          | 1          | –          | 0          | –          | 1          | –          | Onbekend            | –          |            |            |            |
| -             | Vlag van Joegoslavië (1918–1943) | Anton Vučkov       | –          | 12         | –          | 1          | –          | 13         | 1e         | FC Bayern München   | –          |            |            |            |
| Nr.           | Nat.                             | Naam               | W          |            | W          |            | W          |            | Seizoen    | Vorige club         | Debuut     |            |            |            |
| Nr.           | Nat.                             | Naam               | Competitie | Competitie | Beker      | Beker      | Totaal     | Totaal     | Seizoen    | Vorige club         | Debuut     |            |            |            |

### Technische staf
| Naam          | Functie      |
| ------------- | ------------ |
| Jan van Asten | Hoofdtrainer |

## Statistieken PEC 1967/1968

### Eindstand PEC in de Nederlandse Tweede divisie 1967 / 1968
| Stand | Gespeeld | Gewonnen | Gelijk | Verloren | Punten | Doelpunten voor | Doelpunten tegen |
| ----- | -------- | -------- | ------ | -------- | ------ | --------------- | ---------------- |
| 14e   | 38       | 12       | 10     | 14       | 34     | 57              | 68               |

### Topscorers
| #              | Naam               | Goal |
| -------------- | ------------------ | ---- |
| 1.             | Benny Carelsz      | 12   |
| 1.             | Anton Vučkov       | 12   |
| 3.             | Ben Hendriks       | 9    |
| 4.             | Cees Kick          | 7    |
| 5.             | Leo Kuhnen         | 4    |
| 6.             | Wim van der Heide  | 3    |
| 6.             | Puck van der Horst | 3    |
| 8.             | Menno Dekker       | 2    |
| 9.             | Jan Fiechter       | 1    |
| 9.             | Peter Hamming      | 1    |
| 9.             | Theo Kok           | 1    |
| 9.             | Harrie Lammers     | 1    |
| 9.             | Bart Severijnse    | 1    |
| Eigen doelpunt |                    |      |
| –              | Witkamp (EDO)      | 1    |
| Totaal         | Totaal             | 57   |

| #      | Naam             | Goal |
| ------ | ---------------- | ---- |
| 1.     | Wim van der Gaag | 2    |
| 2.     | Anton Vučkov     | 1    |
| Totaal | Totaal           | 3    |

### Punten per speelronde
| Speelronde | 1 | 2 | 3 | 4 | 5 | 6 | 7 | 8 | 9 | 10 | 11 | 12 | 13 | 14 | 15 | 16 | 17 | 18 | 19 | 20 | 21 | 22 | 23 | 24 | 25 | 26 | 27 | 28 | 29 | 30 | 31 | 32 | 33 | 34 | 35 | 36 | 37 | 38 |
| ---------- | - | - | - | - | - | - | - | - | - | -- | -- | -- | -- | -- | -- | -- | -- | -- | -- | -- | -- | -- | -- | -- | -- | -- | -- | -- | -- | -- | -- | -- | -- | -- | -- | -- | -- | -- |
| Punten     | 2 | 0 | 2 | 2 | 2 | 2 | 1 | 0 | 0 | 2  | 0  | 1  | 2  | 0  | 0  | 1  | 2  | 1  | 1  | 0  | 2  | 2  | 0  | 1  | 1  | 0  | 0  | 1  | 0  | 0  | 0  | 2  | 0  | 0  | 0  | 1  | 1  | 2  |

### Punten na speelronde
| Speelronde | 1 | 2 | 3 | 4 | 5 | 6  | 7  | 8  | 9  | 10 | 11 | 12 | 13 | 14 | 15 | 16 | 17 | 18 | 19 | 20 | 21 | 22 | 23 | 24 | 25 | 26 | 27 | 28 | 29 | 30 | 31 | 32 | 33 | 34 | 35 | 36 | 37 | 38 |
| ---------- | - | - | - | - | - | -- | -- | -- | -- | -- | -- | -- | -- | -- | -- | -- | -- | -- | -- | -- | -- | -- | -- | -- | -- | -- | -- | -- | -- | -- | -- | -- | -- | -- | -- | -- | -- | -- |
| Punten     | 2 | 2 | 4 | 6 | 8 | 10 | 11 | 11 | 11 | 13 | 13 | 14 | 16 | 16 | 16 | 17 | 19 | 20 | 21 | 21 | 23 | 25 | 25 | 26 | 27 | 27 | 27 | 28 | 28 | 28 | 28 | 30 | 30 | 30 | 30 | 31 | 32 | 34 |

### Stand na speelronde
| Speelronde | 1  | 2  | 3  | 4  | 5  | 6  | 7  | 8  | 9  | 10 | 11 | 12 | 13 | 14 | 15 | 16 | 17 | 18 | 19 | 20 | 21 | 22 | 23 | 24 | 25 | 26  | 27  | 28  | 29  | 30  | 31  | 32  | 33  | 34  | 35  | 36  | 37  | 38  |
| ---------- | -- | -- | -- | -- | -- | -- | -- | -- | -- | -- | -- | -- | -- | -- | -- | -- | -- | -- | -- | -- | -- | -- | -- | -- | -- | --- | --- | --- | --- | --- | --- | --- | --- | --- | --- | --- | --- | --- |
| Stand      | 4e | 8e | 5e | 2e | 1e | 1e | 1e | 3e | 7e | 4e | 8e | 8e | 6e | 8e | 8e | 8e | 8e | 7e | 7e | 9e | 8e | 8e | 8e | 9e | 7e | 11e | 12e | 11e | 11e | 14e | 14e | 14e | 14e | 16e | 16e | 16e | 15e | 14e |

### Doelpunten per speelronde
| Speelronde | 1 | 2 | 3 | 4 | 5 | 6 | 7 | 8 | 9 | 10 | 11 | 12 | 13 | 14 | 15 | 16 | 17 | 18 | 19 | 20 | 21 | 22 | 23 | 24 | 25 | 26 | 27 | 28 | 29 | 30 | 31 | 32 | 33 | 34 | 35 | 36 | 37 | 38 | Totaal |
| ---------- | - | - | - | - | - | - | - | - | - | -- | -- | -- | -- | -- | -- | -- | -- | -- | -- | -- | -- | -- | -- | -- | -- | -- | -- | -- | -- | -- | -- | -- | -- | -- | -- | -- | -- | -- | ------ |
| Doelpunten | 3 | 0 | 3 | 2 | 1 | 4 | 2 | 1 | 1 | 5  | 1  | 1  | 1  | 0  | 4  | 0  | 1  | 1  | 2  | 0  | 5  | 3  | 0  | 2  | 1  | 0  | 1  | 3  | 0  | 4  | 0  | 2  | 0  | 1  | 1  | 0  | 2  | 3  | 57     |

## Voetnoten
AGOVV · Baronie · SC Drente · EDO · Excelsior · Fortuna · Gooiland · De Graafschap · Heerenveen · Helmond Sport · Hermes DVS · Hilversum · Limburgia · NOAD · PEC · Roda JC · Veendam · Wageningen · ZFC · Zwolsche Boys